# Sonntagsengel
Sonntagsengel  (norwegisch Søndagsengler) ist ein norwegischer Spielfilm aus dem Jahr 1996 der Regisseurin Berit Nesheim. Der Film basiert auf dem Buch Søndag der norwegischen Schriftstellerin Reidun Nordtvedt. Die Handlung des Films spielt in den Jahren zwischen 1950 und 1960. Der Film war einer wenigen norwegischen Produktionen, die für einen Oscar nominiert wurden. Zuvor hatte Nesheim zu den Filmen Frida – mit dem Herzen in der Hand (Frida – med hjertet i hånden) von 1991 und Höher als der Himmel (Høyere enn himmelen) von 1993 die Regie geführt.

## Handlung
Das in der Pubertät befindliche vierzehnjährige Mädchen Maria, die Tochter des Priesters Johannes Faren, wächst in den 1950er-Jahren bei ihren Eltern in einen streng religiösen Haus in einer kleinen Stadt auf. Ihr strenger Vater verbietet ihr fast alles, angefangen vom Klavierspielen, moderner Kleidung bis hin zur Kosmetik, ganz im Gegensatz zu ihren Altersgenossen. Während andere Mädchen sich vergnügen, muss sie züchtig gekleidet auch in der Woche regelmäßig in die Kirche gehen. Ihre Mutter erkrankt für einen längeren Zeitraum und muss zur Behandlung in ein Krankenhaus, während Maria diese Zeit nutzt, um ein unbeschwerteres Leben zu führen. Sie beschließt mit ein paar Jugendlichen ein Wochenende in einer Hütte zu verbringen. Während ihres Aufenthaltes kommt einer der Jungen ihr nahe, Maria ist aber von der Situation überfordert und rennt nach Hause. Auch als ihre Mutter später wieder zu Hause ist, entscheidet sie sich, weiterhin ihre Freizeit bei ihren Freunden zu bringen, was erneute Konflikte mit ihrem moralisierenden Vater bringt, der Angst um die Tugenden seiner Tochter hat und sie auf dem Weg zur Sünde sieht. Frau Tunheim, die ebenfalls in der Kirchgemeinde aktiv ist, jedoch als Außenseiterin gilt, ist der einzige Mensch, den sie sich anvertrauen kann, und unterstützt sie zu dieser Entscheidung. Gleichzeitig haben sie zusammen auch einige gemeinsame Geheimnisse und teilen die Freude beim Austausch von Körperlichkeiten. Schließlich bekommt der Pfarrer dies mit und versucht auf Marie einzureden. Maria erzählt aber niemandem von dem Vorfall. Als Frau Tunheim infolgedessen Selbstmord begeht, ist Maria zunächst am Boden zerstört. Trotz aller Verzweiflung entschließt sie sich neuen Lebensmut zu fassen und nimmt am Ufer des Flusses, wo Frau Tunheim ertrunken ist, Abschied von ihrer geliebten Freundin; sie sagt zu ihr: „Es bleibt zwischen uns alles so wie es war“. Am Ende des Films läuft Maria zu Fuß entlang der Straße, während der Song „You're nobody till somebody loves you“, ein Lied über die Freiheit, im Hintergrund erklingt.

## Rezeption
Der Film erhielt in den norwegischen Tageszeitungen Verdens Gang und Dagbladet eine Wertung mit fünf Sternen. 1997 wurde der Film nominiert für den Oscar in der Kategorie Bester fremdsprachiger Film.

## Kritiken
„Ein Film von erstaunlicher Ernsthaftigkeit, der sich durch behutsames Erzählen und feinfühlige Charakterbilder auszeichnet. Dabei gelingt es ihm, auch die Negativ-Charaktere der Anteilnahme des Zuschauer zu überlassen. Obwohl die religiöse Aussage des Films der Interpretation bedarf, empfiehlt sich der Einsatz des Films in der Bildungsarbeit.“